# Бьют (графство)

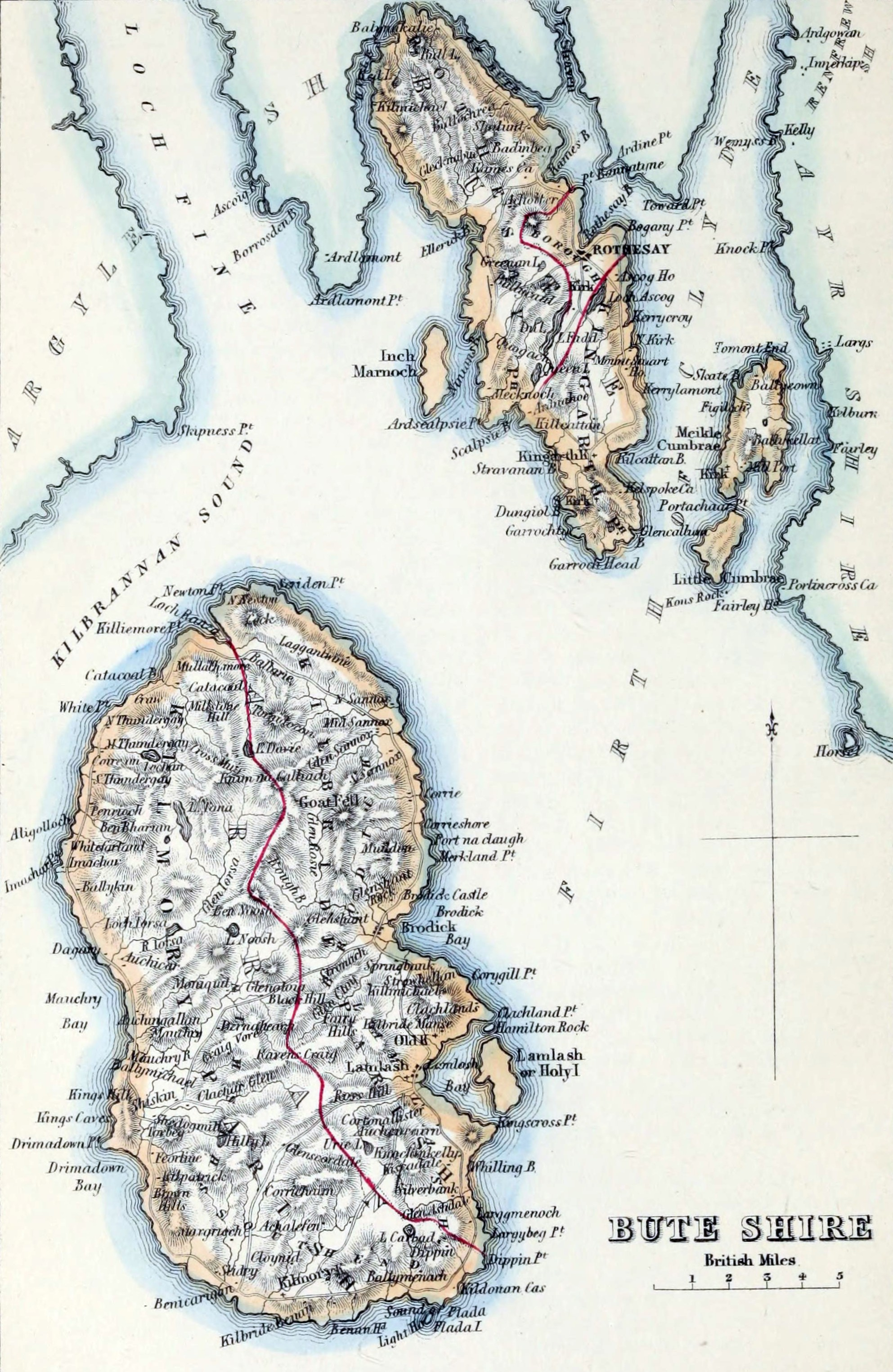
Карта графства Бьют

Бьют (гэльск. Bhoid; англ. Bute) — графство на западе Шотландии, на островах Бьют, Арран, Грейт-Камбрей, Литл-Камбрей, Инчмарнок, Холи-Айл в заливе Ферт-оф-Клайд. Как и другие графства страны, сейчас используется только в учете и регистрации земель, а административно разделено между округами Норт-Эршир и Аргайл-энд-Бьют. Столицей графства является город Ротсей на Бьюте.